# Paisjusz (Kucharczuk)
Paisjusz, imię świeckie Wołodymyr Pietrowicz Kucharczuk (ur. 11 lutego 1984 w Ujizdcach) – biskup Kościoła Prawosławnego Ukrainy (do 2018 Ukraińskiego Kościoła Prawosławnego Patriarchatu Kijowskiego).

## Życiorys
Śluby zakonne złożył w 2004 r. 7 grudnia 2005 wyświęcony został na kapłana. 22 stycznia 2017 r. Święty Synod Cerkwi Patriarchatu Kijowskiego mianował go biskupem żytomierskim i owruckim. Chirotonia odbyła się tydzień później, 24 stycznia.